# Phrynobatrachus gastoni
Phrynobatrachus gastoni é uma espécie de anfíbio da família Petropedetidae.
É endémica da República Democrática do Congo.
Os seus habitats naturais são: marismas de água doce e marismas intermitentes de água doce.